# 랑셴

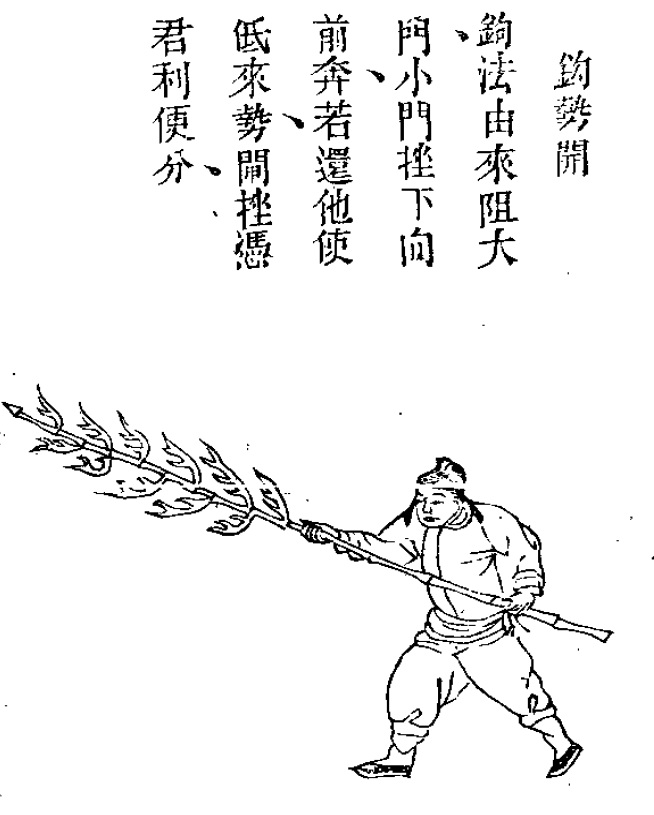

랑셴(狼筅)은 "늑대 붓"또는 "늑대 대나무"또는 "다중 끝 대나무 창"을 뜻하며 가지에 칼날이 부착 된 또 가지가 있고 있고 끝이 여러 개의 창이 붙어있다. 블레이드는 독에 담글 수도 있다. 랑셴은 상대가 칼날과 접촉할 위험 없이 사용자를 공격하기 어렵기 때문에 방어에 적합한 무기였다.